# Anneke Wiltink
Anneke Wiltink (Zwolle, 25 januari 1961 – Veere, 21 november 2023) was een Nederlandse kinderboekenschrijfster.

## Biografie
Wiltink studeerde fysiotherapie in Utrecht en Biomedische Wetenschappen aan de Universiteit van Leiden. Ze werkte als fysiotherapeute in Zwitserland en in Nederland. Ze promoveerde aan de Medische Faculteit in Leiden en werkte als wetenschappelijk medewerker / universitair docent aan de universiteiten van Leiden, Amsterdam en Middelburg (Roosevelt Academy, University College van de Universiteit van Utrecht). Een deel van haar promotie onderzoek verrichtte ze aan de School of Medicine, Yale University (New Haven, VS). Aan de Daniel den Hoedkliniek was ze enige tijd als assistent wetenschappelijk directeur verbonden.
In 2005 ging een lang gekoesterde wens in vervulling en debuteerde zij in het kinder- en jeugdboekenfonds van Uitgeverij Holland met Het gebarsten kompas. In 2006 verscheen De Verboden Vallei.
De boeken spelen zich af in een exotisch decor - zoals een fictief ver land met geheime schatten en mysterieuze elementen – en kenmerken zich door een toegankelijke stijl en spanning.
Korte verhalen voor kinderen werden gepubliceerd in verhalenbundels van Uitgeverij Holland, Uitgeverij Autoped en Uitgeverij SGO.
Een van haar verhalen werd in 2004 genomineerd voor de Bibliotheek Nijmegen Literatuurprijs en haar debuut Het gebarsten kompas ontving in 2006 de eerste prijs van de Leeuwarder kinderjury.
Anneke Wiltink gaf schrijfles aan kinderen en volwassenen. Ze overleed op 62-jarige leeftijd ten gevolge van kanker.

### Boeken
- Het gebarsten kompas (Uitgeverij Holland) 2005
- De Verboden Vallei (Uitgeverij Holland) 2006
- Het bloed van de papaver (Uitgeverij Holland) 2008

### Verhalen in
- Rozengeur en maneschijn (Uitgeverij Holland, 2006)
- Het grote geheimboek (Uitgeverij Holland, 2005)
- Trefwoord (Uitgeverij SGO, 2005, 2006, 2007)
- Boekie Boekie (Uitgeverij Autoped, 2004, 2005, 2006, 2007)
- Keet in de klas (Uitgeverij Holland, 2008)

### Interviews in en bijdrage aan
- Leesgoed (Biblion Uitgeverij, 2007)

### Toneelstuk
- Den Schotsen Schrobbert (Stichting Veere Schotland, 2005)

### Wetenschappelijke publicaties
- Signal Transduction, Single Cell Techniques, Springer Verlag, 1998
- Ad Astra, Roosevelt Academy Undergraduate Journal, 2007